# قطعنامه ۸۳۱ شورای امنیت
قطعنامه ۸۳۱ شورای امنیت سازمان ملل متحد که در تاریخ ۲۷ مه ۱۹۹۳ تصویب شد، سندی بین‌المللی دربارهٔ قبرس است. این قطعنامه طی نشست ۳۲۲۲ام با ۱۴ رای موافق، ۰ مخالف و ۱ ممتنع تصویب شد.